# China Eastern Airlines

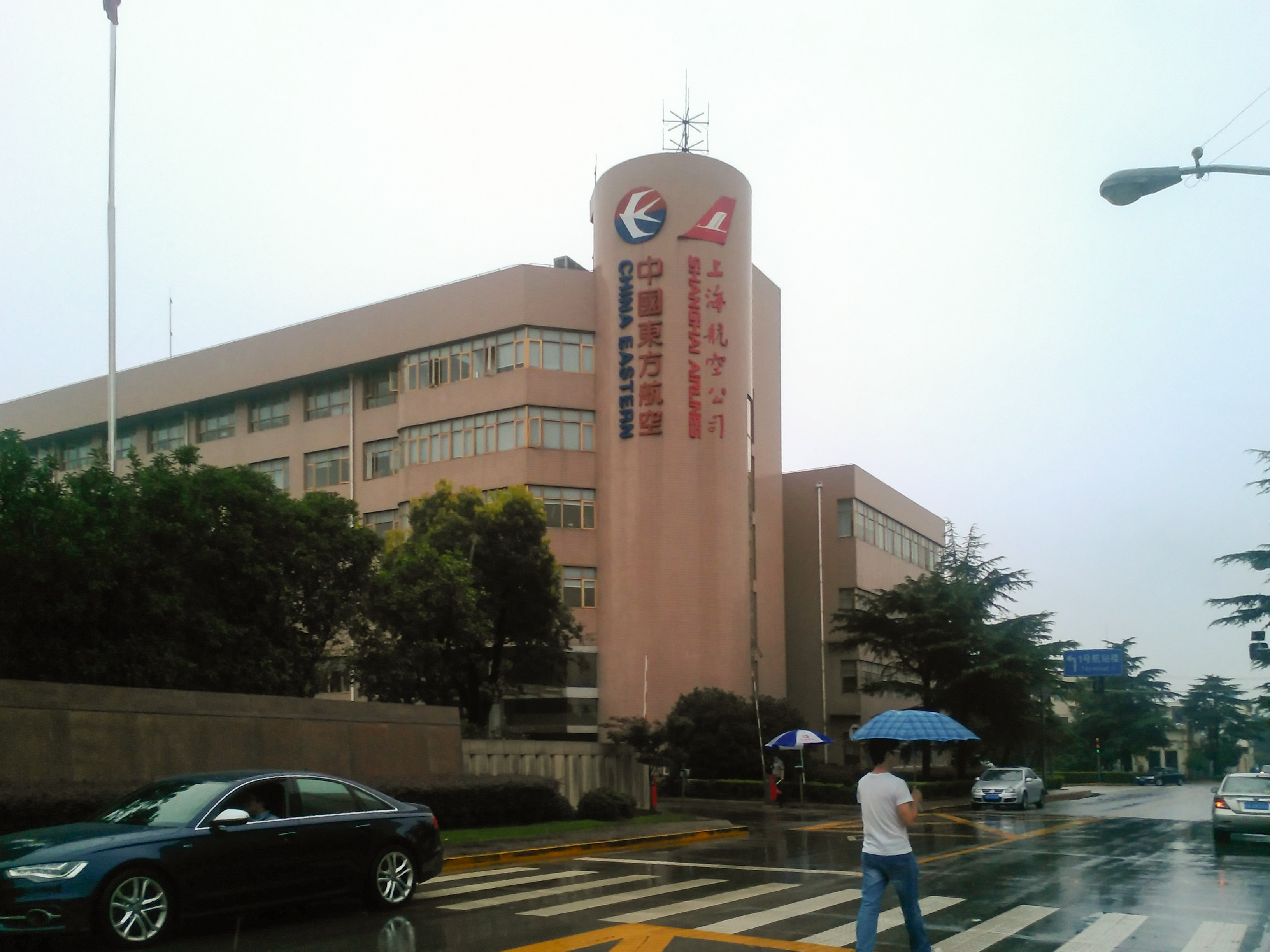
Sede de China Eastern Airlines y Shanghái Airlines

China Eastern Airlines (chino: 中国东方航空股份有限公司, abreviado 中国东航; zhōngguó dōngfāng hángkōng gǔfèn yǒuxiàn gōngsī) (SSE:600115, SEHK: 0670, NYSE: CEA) es una aerolínea con base en Shanghái, China. Es una de las mayores aerolíneas chinas que opera vuelos internacionales, nacionales y regionales. Su base de operaciones principal es el Aeropuerto Internacional de Shanghái-Pudong, con base secundaria en el Aeropuerto Internacional de Shanghái-Hongqiao.
El 11 de junio de 2009, se anunció que China Eastern se fusionaría con Shanghái Airlines. Todos los vuelos de Shanghái Airlines llevarán códigos compartidos en relación con los vuelos de China Eastern hasta la fusión oficial.
La aerolínea ha recibido una calificación de tres estrellas Skytrax.

## Historia
La aerolínea fue fundada el 25 de junio de 1986, en Huadong Administration. En 1997, China Eastern asumió las deudas de China General Aviation y también se convirtió en la primera aerolínea del país en ofertar acciones en el mercado internacional. Fundó China Cargo Airlines junto a COSCO en 1998. En marzo de 2001, completó la adquisición de Air Great Wall. China Yunnan Airlines y China Northwest Airlines fueron absorbidas por China Eastern Airlines en 2003.
China Eastern Airlines es propiedad del gobierno chino (61.64%), accionistas de clase H (32.19%) y accionistas de clase A (6.17%), y tiene 29.746 empleados (en marzo de 2007). Tenía 16.435 empleados en enero de 2005. El 20 de abril de 2006, se difundió una posible venta de hasta el 20% de las acciones a inversores extranjeros, incluyendo a Singapore Airlines, Emirates Airline y Japan Airlines, y que quedó refrendada cuando se comunicó que las negociaciones estaban en marcha.
Tras recibir la aprobación del gobierno chino, el 2 de septiembre de 2007, se anunció que Singapore Airlines y Temasek Holdings (compañía que posee el 55% de Singapore Airlines) adquirirían conjuntamente acciones de China Eastern Airlines. El 9 de noviembre de 2007, se firmó el acuerdo final por el que los inversores adquirirían el 24% de las acciones en China Eastern Airlines: Singapore Airlines poseería el 15.73% y Temasek Holdings el 8.27% de las acciones en la aerolínea.
La matriz de Air China, China National Aviation Corporation, una compañía estatal, anunció en enero de 2008 que ofrecería un 32% más que Singapore Airlines por el 24% de las participaciones en China Eastern, complicando de forma importante las intenciones que Singapore Airlines y Temasek se habían propuesto. Sin embargo, la minoría de accionistas declinó la oferta efectuada por Singapore Airlines. Podría pensarse que esta decisión responde a los importantes esfuerzos efectuados por Air China para adquirir el 24% de la compañía.

En cualquier caso, significará que una aerolínea miembro de Star Alliance será el principal accionista de China Eastern, que está considerando entrar en la alianza Skyteam o Oneworld.

## Destinos
Según Bloomberg, China Eastern Airlines añadiría dos frecuencias adicionales en la ruta Shanghái-Los Ángeles, comenzando en junio de 2008; mientras el resto de aerolíneas importantes de China, añadían 4-5 destinos. Otras fuentes señalaron que China Eastern pondría frecuencias adicionales a Londres, Nueva York y Vancouver. Sin embargo, la aerolínea decidió suspender su ruta a Londres desde el 5 de marzo de 2009 al 29 de marzo de 2010 debido a la crisis económica.
La aerolínea había prometido comenzar a volar a Argelia en agosto de 2008 sin embargo, la ruta aún no está disponible.

## Flota

### Flota Actual
La flota de China Eastern Airlines incluye los siguientes aviones (en septiembre de 2024):
La flota de China Eastern Airlines posee a septiembre de 2024 una edad promedio de: 9,3 años.

## Filiales
China Eastern Airlines tiene las siguientes filiales:

### China Cargo Airlines
China Cargo Airlines es una filial propiedad de la compañía, convirtiéndose en independiente en 2004, operando a destinos en Japón, Norteamérica y Europa.

### China Eastern Airlines Jiangsu
Esta aerolínea filial con base en Nankín, comenzó a operar en 1993 y efectúa vuelos desde Nankín utilizando aviones de la compañía matriz. Su principal bas de operaciones es el Aeropuerto Internacional de Nanjing Lukou. Es propiedad de China Eastern Airlines (63%) y Jiangsu Provincial Guoxin Asset Management Group (24%).

### China Eastern Airlines Wuhan
Esta aerolínea filial (código ICAO: CWU) tiene su base en Wuhan, comenzó a operar en 1986 y efectúa vuelos regulares nacionales desde Wuhan y vuelos internacionales a Tailandia. En septiembre de 1997, la aerolínea fundó la Alianza Xinxing junto a otras cinco aerolíneas provinciales. En agosto de 2002 la aerolínea fue adquirida por China Eastern Airlines y rebautizada como China Eastern Airlines Wuhan, operando bajo el nombre de China Eastern y utilizando los aviones de la matriz. Su ba e de operaciones principal es el Aeropuerto Internacional de Wuhan Tianhe. Es propiedad de China Eastern Airlines (96%), la Comisión de Administración y Supervisión (2%) y otros (2%).

### China Eastern Yunnan Airlines
Esta aerolínea filial (código IATA: 3Q, código ICAO: CYH), fue fundada en julio de 1992 y efectúa vuelos regulares nacionales en rutas secundarias, así como rutas turísticas desde Kunming al Sureste de Asia, utilizando aviones de la compañía matriz. Es propiedad de China Eastern Air Holding y su base de operaciones principal es el Aeropuerto Internacional de Kunming Wujiaba.

## Incidentes y accidentes
- El 15 de agosto de 1989, un vuelo de China Eastern de Shanghái a Nanchang, un Y-7 (Reg. B-3417) se estrelló en despegue debido al fallo del motor N.º 2, matando a 34 de las 40 personas a bordo.
- El 6 de abril de 1993, el vuelo 583 de Eastern Airlines, un McDonnell-Douglas MD-11, (Reg. B-2171), desde Shanghái a Los Ángeles, tuvo un despliegue no previsto de slats. El avión sufrió severas oscilaciones y perdió 5.000 pies de altura. Dos pasajeros murieron.
- El 26 de octubre de 1993, el vuelo 5398 de Shenzhen a Fuzhou, un McDonnell-Douglas MD-82 (Reg. B-2103) se estrelló cerca del aeropuerto de Fuzhou, tras un intento fallido de frustrada en aproximación, matando a dos de ochenta personas a bordo.
- El 11 de septiembre de 1998, el vuelo 586 de China Eastern, un McDonnell-Douglas MD-11, en vuelo del Aeropuerto Internacional de Shanghái Hongqiao al Aeropuerto Internacional de Beijing Capital, sufrió un fallo en el tren de morro tras despegar. El avión aterrizó de nuevo en Shanghái con el tren de morro plegado en una pista con espuma.[18]
- El 21 de noviembre de 2004, el vuelo 5210 de Baotou a Shanghái, un Bombardier CRJ-200 (Reg. B-3072), un pequeño reactor de pasajeros se estrelló en Inner Mongolia un minuto después de despegar, matando a las 53 personas a bordo (sin supervivientes).
- En marzo de 2008, 21 pilotos de vuelo de CEA regresaron a los aeropuertos de partida, citando diversas razones para hacerlo, como forma de queja por el convenio laboral. Como respuesta, el gobierno retiró a la aerolínea los derechos de vuelo a varios aeropuertos de la provincia de Yunnan, al sur de China. A finales de octubre de 2008, los medios de comunicación publicaron que la compañía podría en breve retomar sus vuelos a Kunming, Xishuangbanna y Ciudad de Dali.[19]
- El 21 de marzo de 2022, el vuelo 5735 de China Eastern Airlines, un Boeing 737-800, en vuelo desde el Aeropuerto Internacional de Kunming-Changshui al Aeropuerto Internacional de Cantón-Baiyun, se estrelló en una zona montañosa del  Condado de Teng, Guangxi. El avión llevaba 123 pasajeros y 9 tripulantes. No hubo sobrevivientes.[20][21]

## Acuerdos de código compartido
En abril de 2009, China Eastern Airlines tiene acuerdos de código compartido con:
aerolíneas de la alianza Oneworld
- American Airlines - China Eastern Airlines opera vuelos de cabotaje en China con código de American Airlines[22]
- British Airways
- Cathay Pacific
- Japan Airlines
- Qantas Airways

aerolíneas de la alianza SkyTeam
- Aeroméxico
- China Southern Airlines
- Delta Airlines
- Korean Air

aerolíneas de Star Alliance
- Asiana Airlines
- Shanghái Airlines